# Naturlig teologi
Naturlig religion er det filosofiske modstykke til åbenbaringsreligion og behandler spørgsmålet om, hvad man kan vide om Gud ud fra fornuften.

## Middelalder
Katolsk teologi, for eksempel Thomas Aquinas, mente, at en vis naturlig kundskab om Gud er mulig, men at den måtte kompletteres med det, der er åbenbaret, især gennem Kristus. 1500-tallets reformatorer, for eksempel Martin Luther og Jean Calvin, mente derimod, at kundskab om Gud kun er givet mennesket ved åbenbaring.

## Oplysningstiden
I oplysningstiden opstod en fornyet interesse for naturlig religion uden behov for åbenbaring.
Det ansås for logisk tvingende nødvendigt at måtte antage eksistensen af en almægtig skaber. Universets storhed og skønhed, dets forunderligt sindrige indretning, dets fornuftsmæssighed taler tilstrækkeligt tydeligt om, at det har sin oprindelse i et væsen, der er udstyret med fornuft og godhed. Det er simpelthen ufornuft ikke at antage Guds eksistens.
Af tidens slagord: "Gud, dyd og udødelighed" fremgår det, at religionen frem for alt skulle være en støtte for moralen for at styrke borgerdyden.

## Nyere former
I 1900-tallet findes der et element af naturlig teologi i den dialektiske teologi eller eksistensteologien derved, at mennesket må have en forudgående forståelse af, hvem og hvad Gud er, for at kunne spørge og høre ret.
Mere fremtrædende er den naturlige teologi i skabelsesteologien, hvor indsigten i, at tilværelsen holdes oppe til trods for intetheden af en værensmagt, fører frem til en religiøs forståelse af Gud som skabermagt.